# Be With Me (canção)
Be With Me é o primeiro single do álbum de estúdio de estréia,  Sam Alves, do cantor Sam Alves. A canção possui forte presença de música pop.

## Single
| Be With Me - Single |              |                |             |         |  |
| N.º                 | Título       | Compositor(es) | Produtor(s) | Duração |  |
| 1.                  | "Be With Me" |                |             | 3:28    |  |

## Vídeoclipe
O cantor Sam Alves, vencedor da 2ª temporada do programa “The Voice Brasil”, lançou o clipe da música “Be With Me”, o primeiro vídeo de sua carreira.
As gravações foram feitas na praia de Grumari, no Rio de Janeiro, e mostra uma descontraída viagem entre amigos para uma casa de praia, com cenas em clima de diversão à beira-mar.